# Marie-Claire Harrison
Marie-Claire Harrison (Whalley, 1973) è una modella britannica, vincitrice del titolo di Miss Europa 1996.

## Biografia
Proveniente dal Lancashire, l'incoronazione della ventitreenne Marie-Claire Harrison, avvenne il 28 settembre 1996 presso il Palazzo dei congressi di Tirana, in Albania. È stata la prima donna inglese ad ottenere il titolo. In seguito la Harrison ha firmato un contratto con l'agenzia Boss Modelling Agency ed ha lavorato come modella in campo pubblicitario e televisivo.